# Agostino Marchetto
Agustí Marchetto (Vicenza, Itàlia, 28 d'agost de 1940) és una arquebisbe de la cúria de l'Església Catòlica Romana.

## Biografia
Després d'estudiar teologia i filosofia, Marchetto a va regre el sagrament de l'orde Sacerdotal el 28 de juny de 1964. Des de 1968 ha treballat al servei diplomàtic del Vaticà participant en les relacions amb Zàmbia, Cuba, Algèria i Moçambic, entre d'altres.
El 31 d'agost de 1985 Joan Pau II el va nomenar arquebisbe titular d'Astigi i li va encarregar la nunciatura de Madagascar i l'illa Maurici. L'1 de novembre de 1985, el cardenal Sebastiano Baggio li va concedir l'ordenació episcopal. Després de ser nunci desplaçat a Tanzània des del 7 de desembre de 1990, a partir del 18 de maig de 1994 esdevingué nunci a Belarús.
El papa Joan Pau II el va nomenar observador permanent a l'Organització de les Nacions Unides per a l'Agricultura i l'Alimentació (FAO) el 8 de juliol de 1999 a Roma i secretari del Consell Pontifici per a la Cura Pastoral dels Migrants i els Itinerants el 6 de novembre de 2001. El 2010 va dimitir en el context de la dimissió del Papa Benet XVI.
Marchetto és considerat un dels analistes més importants del Concili Vaticà II. Marcheto és un representant de la línia d'interpretació de Benet XVI, en la línia de considerar-lo una "renovació en la continuïtat de l'única Església". En aquest sentit, s'oposa a l'escola teològica liberal de l'esquerra de Bolonya encapçalada per Giuseppe Alberigo. El 7 d'octubre de 2013, el Papa Francesc li va escriure una carta detallada on el va definir com "el millor hermenèutic del Concili Vaticà II'".
Agustí Marchetto va ser considerat com el "ministre d'immigració" de la Cúria romana i un amonestador incòmode. Va criticar les negociacions del govern francès de Nicolas Sarkozy contra la Roma persones de Romania i Bulgària, així com l'italià Silvio Berlusconi per l'esforç contra la immigració il·legal. No obstant això, va ser elogiat per l'Alt Comissionat de les Nacions Unides per als Refugiats.